# Surface computing
 (octobre 2012).
Si vous disposez d'ouvrages ou d'articles de référence ou si vous connaissez des sites web de qualité traitant du thème abordé ici, merci de compléter l'article en donnant les références utiles à sa vérifiabilité et en les liant à la section « Notes et références ».
En informatique, surface computing est un terme utilisé pour décrire des environnements graphiques spécialisés dans lesquelles les éléments des environnements graphiques traditionnels sont remplacés par des éléments intuitifs.
Les interactions de l’utilisateur se font directement sur un écran tactile, plus besoin de souris ni de clavier. Les interactions des utilisateurs peuvent être rapprochées d'actions familières de la vie de tous les jours comme la manipulation d’objets (visualisation de photos, de vidéos, de jeux ou d'Internet).
Le surface computing peut avoir un aspect social, la rencontre entre amis autour d'une table-surface pour prendre un verre ou partager des photos et des vidéos.

## Produits existants desurface computing
Des innovations en surface computing sont créditées à Apple qui a utilisé des interfaces surface computing sur l’iPhone avec le multi-touch limité à 2 touches.
Microsoft a dévoilé la Microsoft Surface en mai 2007.
Il existe aussi un logiciel surface computing Linux appelé Linux MPX.
Dans le domaine du surface computing, un travail de recherche a été réalisé à l’Université de Toronto. Des recherches ont aussi été effectuées par une université new-yorkaise sur le multi-touch, la reconnaissance d'empreinte digitale.
Autres produits existants
- Tactilys d'Andelia
- IntuiFace d'intuiLab
- iTable
- SmartSurface de Smart Surface Sdn Bhd en Malaisie
- DiamondTouch Table de Mitsubishi
- Borne Andelia
- Sony Surface
- Touchlight de EON Reality

## Produits à venir desurface computing
- Second light
- MS TouchLess